# Анрі Мешоннік
Анрі Мешоннік (фр. Henri Meschonnic, нар. 18 вересня 1932, Париж — пом. 8 квітня 2009, Вільжуїф, Валь-де-Марн) — французький поет, мовознавець, перекладач і теоретик перекладу, автор оригінальної теорії ритму.

## Біографія
Народився в єврейській родині Мешонжник, яка 1924 року емігрувала до Франції з Кишинева (тоді в румунській Бессарабії). Викладав мовознавство та літературу в Ліллі (1963–1968), потім в університеті Париж-VIII (1969–1997). Знав півтора десятка мов — як давніх, так і нових.
Анрі Мешоннік був постійним дописувачем Forum des langues du monde. Він був головою Національного центру літератури, який у 1992 році став Національним центром книги.
Лауреат премії Макса-Жакоба у 1972 році та премії Малларме у 1986 році. У 2005 році він був нагороджений премією Жана-Арпа в галузі франкомовної літератури у Страсбурзі за весь свій творчий доробок, а також став лауреатом Міжнародної премії поезії Гільльвіка міста Сен-Мало у 2007 році Він був членом Академії Малларме з 1987 року.
Його архіви були передані на зберігання до Інституту пам'яті сучасного видання (IMEC) у 2007 році.
Похований на кладовищі Пер-Лашез (відділ 74).

## Праці
Автор праць з поетики, теорії мови, поетичної мови та перекладу, що ґрунтуються на факті та акті суб'єктивного усного висловлювання, організуючим початком якого виступає ритм. Розвивав ідеї Гумбольдта, Сосюра, Бенвеніста в полеміці зі структуралізмом, з усталеними академічними уявленнями про переклад.
Основна праця Мешонника як перекладача — переклад Біблії, над яким він працював протягом кількох десятиліть (полемізував про принципи біблійного перекладу з Юджином Найда). Перекладав не тільки на французьку (наприклад, поезію Езру Паунда), але і з французької (вірші Валері англійською). Окремі роботи Мешонника присвячені Ріваролю, Флоберу, Малларме, Аполлінеру, Інґеборґ Бахман, Мішелю Дегі.
Його перекладацький принцип — перекладати не те, що слова говорять, а те, що вони роблять.

## Вибрані публікації

### Вірші
- Dédicaces proverbes (1972)
- Dans nos recommencements (1976)
- Légendaire chaque jour (1979)
- Voyageurs de la voix (1985)
- Nous le passage (1990)
- Combien de noms (1999)
- Maintenant (2000)
- Je n'ai pas tout entendu (2000)
- Puisque je suis ce buisson (2001)
- Infiniment à venir (2004)
- Tout entier visage (2005)
- Et la terre coule (2006)
- La vie je cours (2008)
- Parole rencontre (2008)
- De monde en monde (2009)

### Есеї
- Pour la poétique (1970)
- Pour la poétique II, Epistémologie de l’écriture, Poétique de la traduction (1973)
- Pour la poétique III, Une parole écriture (1973)
- Le signe et le poème (1975)
- Écrire Hugo, Pour la poétique IV (2 тт., 1977)
- Poésie sans réponse, Pour la poétique V (1978)
- Critique du rythme, Anthropologie historique du langage (1982)
- Les états de la poétique (1985)
- Modernité modernité (1988)
- Le langage Heidegger (1990)
- La rime et la vie (1990)
- Des mots et des mondes: dictionnaires, encyclopédies, grammaires, nomenclatures (1991)
- Politique du rythme, politique du sujet (1995)
- De la langue française, essai sur une clarté obscure (1997)
- Traité du rythme, des vers et des proses (1998)
- Poétique du traduire (1999)
- L'utopie du Juif (2001)
- Célébration de la poésie (2001)
- Hugo, la poésie contre le maintien de l'ordre (2002)
- Spinoza poème de la pensée (2002)
- Un coup de Bible dans la philosophie (2004)
- Vivre poème (2005)
- Le nom de notre ignorance, la dame d'Auxerre (2006)
- Heidegger ou le national-essentialisme (2007)
- Dans le bois de la langue (2008)

## Визнання
Праці Мешонника перекладені рядом мов, включаючи корейську і японську. Він був президентом Національного Центру літератури (з 1993 — Національний Центр книги). Літературні премії Макса Жакоба (1972), Малларме (1986), Європейська премія Жана Арпа (2005, ), премія Натана Каца (2006), Міжнародна поетична премія Гільвіка (2007).
Біблійні тексти у його перекладі ставляться на сценах драматичних та музичних театрів; серед інших їх ставив Клод Режі.